# مشمش (جبيل)
مشمش  هي إحدى القرى اللبنانية من قرى قضاء جبيل في محافظة جبل لبنان.